# Pipéritone
La pipéritone est une cétone obtenue à partir de la distillation de feuilles d’Eucalyptus dives cultivés en Afrique du Sud et en Australie.
Elle est utilisée pour la production de menthol et de thymol synthétiques.